# Pactum Warmundi
Il Pactum Warmundi fu un trattato con il quale nel 1123 il crociato Regno di Gerusalemme  strinse un'alleanza con la Repubblica di Venezia. 

## Scenario
Nel 1123, re Baldovino II fu preso prigioniero dagli Artuqidi e, successivamente, il Regno di Gerusalemme fu invaso dai Fatimidi d'Egitto.
Il Doge di Venezia, Domenico Michele, salpò con una grande flotta, che sconfisse la flotta egiziana al largo della costa della Siria, catturando molte navi.
I veneziani presero poi terra a San Giovanni d'Acri, il Doge completò il pellegrinaggio a Gerusalemme dove celebrò il Natale ed incontrò il Patriarca di Gerusalemme Guermondo ed il Connestabile Guglielmo I di Bures, che governavano Gerusalemme al posto di Baldovino II.
Fu convenuto che la flotta veneziana avrebbe aiutato i crociati ad attaccare Tiro o Ascalona, le due sole città della costa ancora controllate dai musulmani; i baroni del sud del Regno volevano attaccare Ascalona, mentre quelli del nord preferivano dirigere la flotta contro Tiro, che era più grande e ricca ed un prezioso porto per la nemica Damasco, sita nell'entroterra. 
Secondo Guglielmo di Tiro, "La questione arrivò quasi a trasformarsi in una pericolosa controversia." Tiro fu scelta con un sorteggio.

## Trattato

Blasone del Regno di Gerusalemme.

Il trattato di alleanza fu sottoscritto tra Gerusalemme e Venezia prima dell'inizio dell'assedio di Tiro nel febbraio 1124 (la città capitolò ai crociati più tardi quello stesso anno). 
Il trattato fu negoziato dal Patriarca Guermondo e quindi è conosciuto come Pactum Warmundi dalla forma latina del suo nome, Warmundus.
Precedenti trattati erano stati negoziati tra Gerusalemme e Venezia ed altre città-stato italiane, ed agli stessi veneziani erano stati concessi privilegi nel 1100 e nel 1110 in cambio di aiuto militare, ma questo trattato fu molto più ampio. 
Il Pactum concesse ai veneziani di avere proprie chiese, strade, piazze, bagni, mercati, unità di misura, mulini e forni in ogni città controllata dal re di Gerusalemme, ad eccezione di Gerusalemme stessa, dove la loro autonomia era più limitata.
Nelle altre città, furono autorizzati ad utilizzare le unità di misura veneziane per fare affari e commerciare con altri veneziani, per il resto dovevano usare le unità di misura ed i prezzi stabiliti dal re. 
In Acri, fu loro concesso un quartiere della città, dove ogni veneziano "possa essere libero come nella stessa Venezia."
In Tiro ed Ascalona (sebbene non ancora conquistate), fu loro concesso un terzo della città ed un terzo della campagna circostante che probabilmente, nel caso di Tiro, comprendeva ventuno villaggi.
Questi privilegi erano totalmente esenti da tassazione, mentre le navi veneziane sarebbero state assoggettate ad imposizione se avessero trasportato pellegrini e in questo caso il re aveva personalmente diritto ad un terzo della tassa.
Per il loro aiuto nell'assedio di Tiro ai veneziani furono assegnati 300 "bisanti saraceni" per anno dalle entrate di quella città.
Essi furono autorizzati ad utilizzare le proprie leggi nelle cause civili tra veneziani o nel caso in cui era un veneziano ad essere convenuto, mentre se l'attore era veneziano la questione sarebbe stata decisa nei tribunali del Regno.
Se un veneziano naufragava o moriva nel Regno, le sue proprietà sarebbero state inviate indietro a Venezia invece che essere confiscate dal re.
Tutti coloro che vivevano nel quartiere veneziano di Acri o nei distretti veneziani nelle altre città erano soggetti alle leggi veneziane.
Il Pactum fu firmato dal Patriarca Guermondo; Ebremaro, arcivescovo di Cesarea; Bernardo, Arcivescovo di Nazaret; Aschetino, vescovo di Betlemme; Ruggero, vescovo di Lidda; Guildin, abate di Santa Maria di Giosafat; Gerardo, priore della Santo Sepolcro; Aicardo, priore del Templum Domini; Arnaldus, priore di Monte Sion; Guglielmo di Buris ed il cancelliere Pagano. 
A parte Guglielmo e Pagano, nessuna autorità secolare fu testimone al trattato, forse a indicare che i veneziani consideravano Gerusalemme un feudo papale.

## Conseguenze del trattato

Blasone della Serenissima Repubblica di Venezia.

Baldovino II ratificò il Pactum al suo rilascio dalla prigionia nel 1125, ma rifiutò di riconoscere i comuni veneziani come entità pienamente autonome all'interno del Regno; egli affermò i suoi diritti feudali chiedendo il servizio di tre cavalieri veneziani.
Il trattato sembra essere rimasto in vigore fino alla caduta del Regno nel 1291, ed i comuni veneziani in Acri e Tiro furono particolarmente potenti ed influenti nel XIII secolo dopo che il Regno, perduta Gerusalemme, fu ridotto ad uno stato costiero.
Essi resisterono ai tentativi dell'Imperatore Federico II di rivendicare il Regno ed in pratica ignorarono l'autorità del Signore di Tiro, conducendo invece affari come se essi controllassero una propria signoria indipendente — come, essenzialmente, essi facevano, grazie ai termini del Pactum. 
Altre città-stato italiane e provenzali chiesero ed ottennero simili trattati commerciali dal re di Gerusalemme durante tutto il XII e XIII secolo, in particolare Genova e Pisa.
I comuni istituiti da questo trattato furono un passo importante dello sviluppo commerciale della città-stato italiane, che culminò nel Rinascimento italiano nei secoli successivi.
Il testo del trattato è conservata nella cronaca di Guglielmo di Tiro, che deve averlo preso da una copia sopravvissuta in Tiro; Fulcherio di Chartres, un contemporaneo, menziona appena il trattato.